# Falaise (Ardenas)
Falaise es una comuna (municipio) de Francia, en la región de Champaña-Ardenas, departamento de Ardenas, en el distrito y cantón de Vouziers.
Su población en el censo de 1999 era de 326 habitantes.
Está integrada en la Communauté de communes de l’Argonne Ardennaise.

## Demografía
| 456 | 496 | 492 | 482 | 534 | 536 | 566 | 550 | lac. | lac. | 562 | 498 | 518 | 509 | 486 | 527 | 452 | 457 | 508 | 470 | 352 | 375 | 372 | 344 | 338 | 349 | 322 | 306 | 269 | 253 | 326 | 326 | 344 |
| Para los censos de 1962 a 1999 la población legal corresponde a la población sin duplicidades (Fuente: INSEE [Consultar]) |     |     |     |     |     |     |     |      |      |     |     |     |     |     |     |     |     |     |     |     |     |     |     |     |     |     |     |     |     |     |     |     |